# Communauté de communes en Donziais
Die Communauté de communes en Donziais war ein französischer Gemeindeverband mit der Rechtsform einer Communauté de communes im Département Nièvre in der Region Bourgogne-Franche-Comté. Sie wurde am 21. Dezember 1999 gegründet und umfasste zehn Gemeinden. Der Verwaltungssitz befand sich im Ort Donzy.

## Historische Entwicklung
Am 1. Januar 2017 wurde der Gemeindeverband mit den Communautés de communes Loire et Vignoble und Loire et Nohain zur neuen Communauté de communes Loire, Vignobles et Nohain zusammengeschlossen.

## Mitgliedsgemeinden
1. Cessy-les-Bois
2. Châteauneuf-Val-de-Bargis
3. Ciez
4. Colméry
5. Couloutre
6. Donzy
7. Menestreau
8. Perroy
9. Sainte-Colombe-des-Bois
10. Saint-Malo-en-Donziois